# Doppia diagnosi
La doppia diagnosi, così come viene definita dall'Organizzazione Mondiale della Sanità (OMS), è la condizione di chi soffre di un disturbo mentale in comorbilità con abuso di sostanze/tossicodipendenza. Il termine è usato solo per questa specifica associazione di patologie, mentre negli altri casi di presenza di più condizioni mediche concomitanti, è usato il più generico termine di "comorbilità".
Nel mondo scientifico è presente un considerevole dibattito sull'opportunità di utilizzare una singola categoria per un gruppo eterogeneo di individui con esigenze complesse e una vasta gamma di problemi. Il concetto può essere utilizzato in modo ampio, ad esempio per la compresenza di depressione e alcolismo, oppure può essere limitato a specificare una grave malattia mentale (ad esempio psicosi o schizofrenia) e un disturbo da abuso di sostanze (ad esempio abuso di cannabis) e un disturbo di panico o un disturbo d'ansia generalizzato e una dipendenza dagli oppioidi.. La diagnosi di una malattia psichiatrica primaria nei tossicodipendenti è complessa, poiché l'abuso di droghe stesso spesso induce sintomi psichiatrici, rendendo così necessario distinguere tra malattie mentali indotte da sostanze o preesistenti.
I pazienti con doppia diagnosi devono affrontare sfide complesse. Hanno una maggiore incidenza di ricadute, ospedalizzazione, mancanza di un alloggio e infezione da HIV ed epatite C, rispetto ai pazienti a cui è stato diagnosticato soltanto un disturbo mentale o l'abuso di sostanze.

## Disturbi indotti da sostanzeversuspreesistenti
L'identificazione di sintomi o disturbi psichiatrici indotti da sostanze rispetto a quelli indipendenti ha importanti implicazioni terapeutiche e spesso costituisce una sfida nella pratica clinica quotidiana. Modelli simili di comorbilità e fattori di rischio negli individui con disturbo indotto da sostanze e in quelli con sintomi psichiatrici indipendenti non indotti da sostanze suggeriscono che le due condizioni possono condividere fattori eziologici sottostanti.
L'abuso di droghe, inclusi alcol e farmaci da prescrizione, può indurre una sintomatologia simile a una malattia mentale, che può rendere difficile distinguere tra sindromi psichiatriche indotte da sostanze e problemi di salute mentale preesistenti. Il più delle volte i disturbi psichiatrici tra i tossicodipendenti o gli alcolisti scompaiono con l'astinenza prolungata. I sintomi psichiatrici indotti da sostanze possono verificarsi sia nello stato di intossicazione che durante lo stato di astinenza. In alcuni casi questi disturbi psichiatrici indotti da sostanze possono persistere a lungo dopo la disintossicazione, come psicosi prolungata o depressione dopo abuso di amfetamine o cocaina. L'abuso di allucinogeni può innescare fenomeni deliranti e altri fenomeni psicotici molto tempo dopo la cessazione dell'uso. La cannabis può scatenare attacchi di panico durante l'intossicazione e l'uso prolungato può causare uno stato simile alla distimia. Grave ansia e depressione sono comunemente indotte dall'abuso prolungato di alcol, condizione che nella maggior parte dei casi diminuisce con l'astinenza prolungata. Anche un uso moderato e prolungato di alcol può aumentare i livelli di ansia e depressione in alcuni individui. Nella maggior parte dei casi questi disturbi psichiatrici indotti da farmaci svaniscono con l'astinenza prolungata. Anche una sindrome da astinenza prolungata può portare a sintomi psichiatrici e altri sintomi che persistono per mesi dopo la cessazione dell'uso. Tra i farmaci da prescrizione, le benzodiazepine sono quello che più facilmente induce livelli di astinenza prolungati con sintomi che a volte persistono per anni dopo la cessazione dell'uso.
Studi epidemiologici longitudinali non supportano l'ipotesi che la comorbidità dei disturbi da uso di sostanze con altre malattie psichiatriche sia principalmente una conseguenza dell'abuso o della dipendenza da sostanze, o che l'aumento della comorbidità sia in gran parte attribuibile all'aumento dell'uso di sostanze. Spesso viene data enfasi sugli effetti delle sostanze sul cervello, creando l'impressione che le doppie diagnosi siano una conseguenza naturale di queste sostanze. Tuttavia, le sostanze che creano dipendenza, così come l'esposizione al gioco d'azzardo, non portano a comportamenti di dipendenza nella totalità degli individui, ma solo in quelli vulnerabili, sebbene, secondo alcuni ricercatori, il neuroadattamento e la regolazione della plasticità neuronale possano alterare in alcuni casi l'espressione genica e successivamente portare a disturbi da uso di sostanze.
Infine, gli strumenti di ricerca spesso non sono sufficientemente sensibili per discriminare tra patologia indipendente e sintomi indotti da sostanze. Per aumentare la validità diagnostica sono stati sviluppati strumenti strutturati, come la Global Appraisal of Individual Needs (Short Screener-GAIN-SS) e la Psychiatric Research Interview for Substance and Mental Disorders for DSM-IV (PRISM). Mentre gli strumenti strutturati possono aiutare a organizzare le informazioni diagnostiche, la diagnosi rimane a carico dei medici, che devono comunque formulare giudizi sull'origine dei sintomi.

## Teorie
Esistono diverse teorie che si propongono di spiegare la relazione tra malattia mentale e abuso di sostanze.

### Causalità
La teoria della causalità suggerisce che alcuni tipi di abuso di sostanze possono causare direttamente malattie mentali.
Ci sono prove evidenti che l'uso della cannabis può produrre esperienze psicotiche e disturbi dell'umore. Quando si tratta di effetti persistenti, c'è un chiaro aumento dell'incidenza di esiti psicotici nelle persone che avevano fatto uso di cannabis, anche quando l'avevano usata solo una volta. L'uso frequente di cannabis sembra aumentare fortemente il rischio di psicosi, mentre l'evidenza di esiti rispetto a disturbi affettivi è meno forte. Tuttavia, la connessione tra cannabis e psicosi non prova che la cannabis causi direttamente disturbi psicotici. La teoria della causalità rispetto alla cannabis è stata messa in dubbio poiché, nonostante l'aumento esplosivo del consumo di cannabis negli ultimi 40 anni nella società occidentale, l'incidenza della schizofrenia (e delle psicosi in generale) è rimasta relativamente stabile.

### Disturbo da deficit di attenzione/iperattività
Una persona su quattro che ha un disturbo da uso di sostanze ha anche un disturbo da deficit di attenzione/iperattività (ADHD), che rende più difficile il trattamento di entrambe le condizioni. L'ADHD è associato a un aumento del desiderio di droghe. Essere affetto da ADHD rende più probabile che un individuo inizi ad abusare di sostanze in giovane età, rispetto ai suoi coetanei. I pazienti con ADHD hanno anche maggiori probabilità di avere esiti peggiori, come un tempo più lungo per la remissione e un aumento delle complicazioni psichiatriche dovute all'abuso di sostanze. Sebbene i farmaci stimolanti non sembrino peggiorare l'abuso di sostanze, è noto che in alcuni casi vi sia un abuso di tali farmaci. La terapia psicosociale e/o i farmaci non stimolanti e gli stimolanti a rilascio prolungato sono opzioni di trattamento per l'ADHD che riducono questi rischi.

### Disturbo dello spettro autistico
A differenza dell'ADHD, che aumenta significativamente il rischio di uso di sostanze, il disturbo dello spettro autistico (DSA) hanno l'effetto opposto di ridurre significativamente il rischio di abuso di sostanze. Questo perché l'introversione, l'inibizione e la ristrettezza di interessi, che sono tipici del disturbo dello spettro autistico, in un certo senso "proteggono" dall'abuso di sostanze. Tuttavia, alcune forme di abuso di sostanze, in particolare l'abuso di alcol, possono causare o peggiorare alcuni sintomi neuropsicologici che sono comuni al disturbo dello spettro autistico, come abilità sociali compromesse a causa degli effetti neurotossici dell'alcol sul cervello, in particolare l'area della corteccia prefrontale del cervello. Le abilità sociali che sono compromesse dall'abuso di alcol includono menomazioni nella percezione delle emozioni facciali, problemi di percezione della prosodia e della teoria della mente; la capacità di comprendere l'umorismo è inoltre ridotta anche nei consumatori di alcol.

### Teoria della passata esposizione ai farmaci psichiatrici
La teoria della passata esposizione suggerisce che l'esposizione a farmaci psichiatrici alteri le sinapsi neurali, introducendo uno squilibrio che non era precedentemente presente. Questo punto di vista prevede che l'interruzione del farmaco provochi sintomi di malattia psichiatrica, che si risolvono una volta che il farmaco viene ripreso. Questa teoria suggerisce che sebbene possa sembrare che il farmaco funzioni, esso tratta solo un disturbo causato dal farmaco stesso. Una nuova esposizione a farmaci psichiatrici può portare a una maggiore sensibilità agli effetti di droghe come l'alcol, che hanno a loro volta un effetto deteriorante sul paziente.

### Teoria dell'automedicazione
La teoria dell'automedicazione suggerisce che le persone con gravi malattie mentali abusino di sostanze per alleviare una serie specifica di sintomi e contrastare gli effetti collaterali negativi dei farmaci antipsicotici.
Khantizan propone che le sostanze non siano scelte a caso, ma siano selezionate in modo specifico per i loro effetti. Ad esempio, l'uso di stimolanti come la nicotina o le anfetamine può essere utilizzato per combattere la sedazione che può essere causata da dosi elevate di alcuni tipi di farmaci antipsicotici. Al contrario, alcune persone che assumono farmaci con un effetto stimolante come gli antidepressivi SNRI Effexor (venlafaxina) o Wellbutrin (bupropione) possono cercare benzodiazepine o narcotici oppioidi per contrastare l'ansia e l'insonnia che tali farmaci a volte evocano.
Alcuni studi dimostrano che la somministrazione di nicotina può essere efficace per ridurre gli effetti collaterali motori degli antipsicotici, prevenendo sia la bradicinesia (rigidità muscolare) che la discinesia (movimenti involontari).

### Teoria dell'attenuazione della disforia
La teoria dell'attenuazione della disforia suggerisce che le persone con gravi malattie mentali hanno comunemente un'immagine di sé negativa, che le rende vulnerabili all'uso di sostanze psicoattive per alleviare questi sentimenti. La letteratura sui motivi auto-riferiti di utilizzo di sostanze sembra fornire supporto all'esperienza di una vasta gamma di sentimenti disforici (ansia, depressione, noia e solitudine) come motivazione principale per l'alcolismo e altri abusi di droghe.

### Teoria dei fattori di rischio condivisi
Un'altra teoria sostiene che potrebbero esserci fattori di rischio condivisi che possono portare sia all'abuso di sostanze che a malattie mentali. Mueser ipotizza che questi possano includere fattori come l'isolamento sociale, la povertà, la mancanza di un'attività quotidiana strutturata, la mancanza di responsabilità del ruolo degli adulti, la vita in aree con elevata disponibilità di droga e l'associazione con persone che già fanno un uso improprio di droghe.
Altre prove suggeriscono che eventi traumatici della vita, come l'abuso sessuale, sono associati sia allo sviluppo di problemi psichiatrici che all'abuso di sostanze.

### Teoria dell'ipersensibilità
La teoria dell'ipersensibilità propone che alcuni individui con una grave malattia mentale abbiano anche vulnerabilità biologiche e psicologiche, causate da eventi genetici e ambientali precoci. Questi interagiscono con successivi eventi di vita stressanti e possono provocare un disturbo psichiatrico o innescare una ricaduta di una malattia esistente. La teoria afferma che sebbene i farmaci antipsicotici possano ridurre la vulnerabilità, l'abuso di sostanze può aumentarla, facendo sì che l'individuo abbia maggiori probabilità di subire conseguenze negative dall'uso di quantità relativamente piccole di sostanze. Questi individui, quindi, sono "ipersensibili" agli effetti di alcune sostanze, e gli individui con malattie psicotiche come la schizofrenia possono essere meno capaci di sostenere un uso moderato di sostanze nel tempo senza manifestare sintomi negativi.
Sebbene vi siano limitazioni negli studi di ricerca condotti sull'argomento, nel senso che la maggior parte di essi si è concentrata principalmente sulla schizofrenia, questa teoria fornisce una spiegazione del motivo per cui livelli relativamente bassi di abuso di sostanze spesso comportano conseguenze particolarmente negative per le persone con gravi malattie mentali.

## Prevalenza
La comorbilità dei disturbi da dipendenza con altri disturbi psichiatrici, cioè la doppia diagnosi, è molto frequente e si è accumulata un'ampia letteratura che dimostra che i disturbi mentali sono fortemente associati all'uso di sostanze. Un'indagine nazionale del 2011 negli Stati Uniti, sull'uso di droghe e sulla salute, ha rilevato che il 17,5% degli adulti con una malattia mentale aveva un disturbo da uso di sostanze concomitante; questo dato percentuale si traduce in un numero assoluto di 7,98 milioni di persone.. Le stime di disturbi concomitanti in Canada sono ancora più elevate, con circa il 40-60% degli adulti con una malattia mentale grave e persistente che sperimenta un disturbo da uso di sostanze nel corso della vita.
Uno studio di Kessler et al. negli Stati Uniti ha rilevato che il 47% dei pazienti con schizofrenia aveva avuto un disturbo da abuso di sostanze in un determinato momento della loro vita, e le possibilità di sviluppare un disturbo da abuso di sostanze erano significativamente più alte tra i pazienti affetti da psicosi rispetto a quelli senza una malattia psicotica.
Un altro studio ha esaminato l'entità dell'abuso di sostanze in un gruppo di 187 pazienti con malattie mentali croniche che vivono in comunità. Secondo le valutazioni dello studio, circa un terzo del campione ha utilizzato alcol, droghe o entrambi durante i sei mesi precedenti la valutazione.
Ulteriori studi britannici hanno mostrato tassi leggermente più moderati di abuso di sostanze tra i malati di mente. Uno studio ha rilevato che gli individui affetti da schizofrenia hanno una prevalenza del 7% nel consumo problematico di droghe nell'anno precedente l'intervista e il 21% ha riferito un uso problematico qualche tempo prima.
Wright e colleghi hanno identificato persone con malattie psicotiche che erano state in contatto con i servizi nel quartiere londinese di Croydon negli ultimi 6 mesi. I casi di abuso e dipendenza da alcol o sostanze sono stati identificati attraverso interviste standardizzate con pazienti e operatori. I risultati hanno mostrato che i tassi di prevalenza della doppia diagnosi erano del 33% per l'uso di qualsiasi sostanza, del 20% solo per l'abuso di alcol e del 5% solo per l'abuso di droghe. Una storia di vita caratterizzata da un uso di droghe illecite è stata osservata nel 35% del campione.

## Diagnosi
I disturbi da uso di sostanze possono essere confusi con altri disturbi psichiatrici. Esistono diagnosi per disturbi dell'umore indotti da sostanze e disturbi d'ansia indotti da sostanze e quindi tale sovrapposizione può essere complicata. Per questo motivo, il DSM-IV consiglia di non effettuare diagnosi di disturbi psichiatrici primari in assenza di sobrietà (di durata sufficiente a consentire la dissipazione dei sintomi post-astinenza acuti indotti da sostanze) fino a 1 anno.
Vi sono state critiche sostanziali al Manuale Diagnostico e Statistico dei Disturbi Mentali (DSM), a causa di problemi di sovrapposizione diagnostica, mancanza di confini chiari tra normalità e malattia, incapacità di prendere in considerazione i risultati di nuove ricerche e la mancanza di stabilità diagnostica nel tempo. Secondo tali critiche, l'approccio nosologico non fornirebbe un quadro per l'eterogeneità interna (sintomi sottosoglia) o esterna (comorbilità) delle diverse categorie diagnostiche, rendendo problematica la formulazione della doppia diagnosi.

## Trattamento
Solo una piccola percentuale di coloro che presentano una doppia diagnosi riceve effettivamente un trattamento per entrambi i disturbi. Pertanto, è stato affermato che è necessario un nuovo approccio per consentire a medici, ricercatori e operatori sanitari di offrire una valutazione adeguata e trattamenti basati sull'evidenza ai pazienti con doppia diagnosi, che non possono essere gestiti in modo adeguato ed efficiente mediante rinvio incrociato tra servizi psichiatrici e servizi di tossicodipendenza come attualmente rilevato. Nel 2011, è stato stimato che solo il 12,4% degli adulti americani con disturbi concomitanti riceveva cure sia per la salute mentale che per le dipendenze. I pazienti con doppia diagnosi affrontano difficoltà nell'accedere al trattamento, poiché potrebbero essere esclusi dai servizi di salute mentale se ammettono un problema di abuso di sostanze e viceversa.
Esistono diversi approcci per il trattamento delle doppie diagnosi. Il trattamento parziale prevede il trattamento solo del disturbo considerato primario. Il trattamento sequenziale prevede prima il trattamento del disturbo primario e poi il trattamento del disturbo secondario dopo che il disturbo primario è stato stabilizzato. Il trattamento parallelo prevede che il paziente riceva servizi di salute mentale da un servizio e servizi per le dipendenze da un altro.
Il trattamento integrato implica una combinazione di interventi in un unico schema di trattamento sviluppato con una filosofia e un approccio coerenti tra gli operatori sanitari. Con questo approccio, entrambi i disturbi sono considerati primari. Il trattamento integrato può migliorare l'accessibilità, l'individualizzazione del servizio, l'impegno nel trattamento, la compliance al trattamento, i sintomi di salute mentale e gli esiti complessivi. La Substance Abuse and Mental Health Services Administration negli Stati Uniti descrive il trattamento integrato come nel migliore interesse di clienti, programmi, finanziatori e sistemi. Green ha suggerito che il trattamento dovrebbe essere integrato e caratterizzato da un processo collaborativo tra il team di trattamento e il paziente. Inoltre, il recupero dovrebbe essere visto come una "maratona" piuttosto che uno "sprint", e metodi e obiettivi dovrebbero essere espliciti.
Una meta-analisi del 2019 che includeva 41 studi controllati randomizzati non ha trovato evidenze di alta qualità a sostegno di alcun intervento psicosociale rispetto alla cura standard per risultati come la permanenza nel trattamento, la riduzione dell'uso di sostanze e/o il miglioramento del funzionamento globale e stato mentale.